# Preferencia por la liquidez
En teoría económica, la preferencia por la liquidez se refiere a la demanda de dinero, considerada como liquidez, es decir a las ventajas de poseer dinero efectivo para poder gastarlo en cualquier momento. El concepto fue desarrollado por primera vez por John Maynard Keynes en 1936 en su libro Teoría general del empleo, el interés y el dinero.

## Causas
Según Keynes, la demanda de liquidez está determinada por tres motivos:
1. Motivo transacciones: la gente prefiere tener liquidez para asegurar las transacciones económicas corrientes, tanto de consumo personal como de negocios.
2. Motivo de precaución: la gente prefiere guardar dinero para afrontar dificultades inesperadas que requieren gastos inusuales, o también para prevenir dificultades en el empleo, la economía o la sociedad.
3. Motivo especulativo: la gente mantiene dinero líquido esperando aprovechar en el momento oportuno los movimientos del mercado. Así, por ejemplo, cuando la tasa de interés es baja, la gente trata de guardar más dinero para cuando aumenten las tasas de interés.

## Tasa de interés
Para Keynes la preferencia por la liquidez desempeña un papel fundamental en la determinación de la tasa de interés. La economía convencional ha considerado que la tasa de interés representa el punto de equilibrio entre la demanda de dinero y la oferta de ahorro, pero para Keynes esto es inexacto, porque la variación de la demanda de capital o de la oferta de ahorro hacen fluctuar el ingreso y solamente si conocemos la preferencia por la liquidez podremos estimar la tasa de interés.
Las tasas de interés, según él, en lugar de una recompensa para el ahorro, son una recompensa por desprenderse de la liquidez. La tasa de interés es el premio que tiene que ofrecerse para inducir a la gente a mantener su riqueza en cualquier forma diferente a dinero guardado.